# Олександр I (цар Імереті)
 Олександр I (*ალექსანდრე I, бл. 1358 — 1389) — цар Імеретії у 1387—1389 роках.

## Життєпис
Походив з династії Багратіоні. Син Баграта I, ерістава Імеретії, та представниці роду Джакелі. Народився близько 1358 року. 1372 році після смерті батька успадкував титул ерістава, в якому його формально затвердив цар Баграт V Великий.
У 1387 році Олександр скористався вторгненням військ на чолі з чагатайським еміром Тимуром, оголосив себе царем Імеретії. Втім, зміг контролювати лише частину Імеретії, оскільки Кутаїсі, Гурія, Мінгрелія, Абхазія й Сванетія не визнали його титулу. Сподіваючись на допомогу Тимура боровся за владу над усією Імеретією. Але помер 1389 року ще до завершення війни. Владу успадкував його брат Георгій, що відмовився від царського титулу.

## Родина
- Деметре (пом. 1455), ерістав Імереті у 1401—1455 роках
- Тамар, дружина Олександра I, царя Грузії